# 孽子 (電視劇)
《孽子》（英語：Crystal Boys）是一部2003年的台灣連續電視劇，由台灣公視根據名作家白先勇的同名原著小說改編而成，導演為曹瑞原，范宗沛為其配樂。
該劇獲得中華民國九十二年電視金鐘獎戲劇節目連續劇、連續劇女主角獎（柯淑勤）、連續劇導演（導播）、音效、燈光、美術指導等獎。其原聲帶「范宗沛與孽子」獲得第十五屆金曲獎流行音樂作品類「最佳流行音樂演奏專輯獎」。

## 情節概要
主角李青（范植偉飾）生長在眷村中，是一名同性戀取向的少男。阿青之父為山東省籍的退伍軍官，母親則為台湾籍，兩人出身背景以及年齡差距均甚大，感情不睦。在阿青小時候，母親即與別人私奔，從此阿青即與父親及唯一的胞弟弟娃相依為命。
按原著情節，李青的父親原冀望阿青高中畢業後就讀軍校，繼承軍人衣缽；阿青卻因在校內與管理員發生同性性行為被發現，遭到校方開除。阿青之父聞訊，在羞愧和痛心下，將他逐出家門。電視劇將這部份情節加以擴充改編：管理員改成同學趙英（楊祐寧飾），兩人友情漸深，某個颱風天，弟娃急病猝死，阿青傷心至極；趙英陪伴安慰阿青，二人情感失控，就在學校實驗室裡發生了親密行為，卻為校警目睹，向校方舉發，結果阿青遭到校方開除。在原著小說中，趙英是李青在外遊蕩時邂逅的少年，並沒有與主角發生同性愛情或性關係。
阿青被逐出家門後，無論精神情感、實際生活都無依無靠，直到他輾轉來到新公園（即今台北市二二八和平紀念公園）；阿青在入夜後新公園陰暗的角落裡，遇見一群同病相憐的人，於是他加入了這個神祕的「王國」。身為同性戀者，這一群人的情感和慾望不見容於主流社會，只能留連在新公園幽暗的角落裡，或者彼此取暖，或者隨波浮沉......

## 新添加的橋段

### 趙英
原作的趙英原為李青離家後認識的少年，原本相結為好友，卻因為李青一時的衝動環抱而受嚇，逃離了李青。
在電視劇中，趙英卻被改編成李青的學校好友。兩人在籃球場上，贏了球，興奮的相擁在對方赤裸的身上。之後在英語課上，趙英約李青週末來他的家裡玩，老師罵他們兩人課上聊天，大男生被罰站，兩人相顧微笑。周末在趙英家裡，李青送他一件紅色格子襯衣，作為好友的生日禮物，兩個男生扭作一團嬉戲，倒在床上，眼神不小心透露出壓抑多年的秘密，嬉笑變成沉默。
李青面對幼弟之死，在實驗室內抱著趙英痛哭，情感失控，李青吻了趙英，內心的慾望被公諸於世。兩人被校工發現，送到訓導人員面前查辦，第二天還要把家長帶來學校。離開學校時，趙英激動地痛罵李青，永遠不要跟他說話，永遠不要聽到他的聲音，兩人扭作一團打起來。翌日李青被學校勒令退學，被逐出家門，在新公園的「王國」裡沉浮人生。好友兩人從此走向兩個世界：一個是白天，一個是黑夜。
兩人最後一次久別重逢，是數月後。在舊書店，趙英穿著李青送給他的紅色襯子，在書店找參考書，無意中遇見李青，尷尬的重遇令他們措手不及。兩人既陌生，又像老朋友，生硬地打探彼此的近況。問起聯考、問起家庭，盡量不談那晚在實驗室的事，小心翼翼不去觸碰兩人之間秘密。趙英猶疑了片刻，透露要離開台灣，自從那次事件後，他父親已不跟他說話，要送他到美國升學。趙英正轉身離去時，突然轉回來抱著李青哭泣，口裡喃喃說：「對不起，對不起......」李青沒有留著他，目送他的背影，他反問自己：「我們兩人算是從流沙爬了出來嗎？他沒有答案，只知道流沙又熱又烫，扎得人錐心刺骨。」
在20集的電視劇中，兩人只在第一、第二、第九集以及最後數集的回憶裡相遇，但這段原著中沒有的感情戲，在網絡上卻引起莫大迴響，大量同人誌作品出現，將兩人的故事繼續發展下去。電視劇並沒有将這段情感發展下去，但趙英的影子一直徘徊在李青的記憶中，影響着這個角色的人生。白先勇最先極力反對這段扭曲了原著的片段，認為抹煞了原著中的文化意義，但導演把這個片段拍好後，寄給白先勇，希望他看過後再下決定，白先勇看過後，整夜未眠，認同改編得很好，這段故事才得以公諸於世。
現實中，范植偉與楊祐寧亦曾組成一隊重金屬的華語音樂組合，但沒有正式推出唱片。范植偉曾在台灣脫口秀《康熙來了》上戲言楊祐寧是他第一性幻想對象，更在楊祐寧於《十七歲的天空》中跟黎登勤拍攝床上戲時，指楊祐寧是在搞「外遇」。楊祐寧則回應說：「小偉是我的舊愛，而Duncan則是我的外遇，可惜我都沒有女的新歡。」

### 小玉和老周
原作中，小玉和老周的關係決裂後，小玉並沒有和老周有接下去的發展，僅僅是描寫老周之後對小玉的不屑一顧，小玉也不放在心上。
在電視劇中，小玉因為李青的一句：「你說張先生無情無義，你看看你自己的樣子，你跟他有什麼不一樣？」小玉為尋回李青的友誼，而去贖回之前當掉的，老周送給他的亡妻遺物的金鍊子，特地去道歉。之後的劇情也顯露出小玉對老周的內疚，決心不再佔老周的便宜。

### 楊教頭的家庭
在原作中，《桃源春》是楊教頭十年前開的一家店，但也是和《安樂鄉》一樣慘淡關門歇業。
在電視劇中，《桃源春》是楊教頭的老婆所經營的一家餐館，並交代楊教頭年輕雖為同志，卻因家庭壓力而勉強和老婆成婚，反映出「同妻」的現象。每當經濟實在有困難時，楊教頭都會尋求老婆的幫助。楊教頭和其妻育有一女「小真」，被一個男生搞大了肚子，偏偏男方家裡已經另決定了婚事，在楊教頭的勸說下，小真的男友終於說服家人，決定迎娶小真過門。

### 麗月和美國佬
原作中僅描述了麗月美國丈夫的存在，但是電視劇則添加了美國佬回來的橋段。
麗月沈浸在幸福裡，期盼美國佬將她們母子接回美國，然而卻被麗月發現美國佬早已在美國結婚，這趟回來只是為了要錢。麗月的異國戀情因此畫下句點，在此用以對照楊教頭的女兒，小真舉行婚禮的歡愉。

### 李母和李父
在原作中，李母在李青去探望的隔一天便去世了。
在電視劇中，李青在李母過世前，去探望和照顧母親好幾回，並把母親的遺言和交代詮釋得更細膩。期間李青寫信要求李父來探望李母，然而李父終於來到時，李母卻以無顏面對他，拒李父於布簾之外，而被趕出家門的李青也同樣不敢掀開那張破布簾，三個人被一張布簾隔離成兩個世界，未能再次重逢見面。另外，母親之死也替李青和王夔龍的最初相遇埋下了伏筆。

### 老鼠和小雛妓
電視劇中增加了一個小雛妓的角色，被買來安置在老鼠家的閣樓下，名為Fumi。老鼠和阿青經常在暗地偷偷地陪她聊天，最後老鼠因為釋放了小雛妓而遭到烏鴉的一頓毒打。

### 傅老和李父
電視劇最後一集，傅老爺子特地去找李青的爸爸，和他談了語重心長的一席話，替李青向李父乞求諒解。此新增的橋段，似乎是在替所有同志發聲，向社會呼籲同志的存在一樣，最後以「如果你覺得一生效忠的國家，讓你變成無依的孤臣，你又何必一定讓敬仰你的阿青，成了罪無可赦的孽子！」替「孽子」全劇做呼應。李青也因為傅老的苦苦相勸，而特地回了家一趟，雖然終究還是因為害怕而逃開，沒能父子相聚。
相較之下，原作並未交代李青最終和李父的關係。

## 演員表
- 范植偉，飾演李青（阿青）
- 張捷，飾演幼年李青（阿青）
- 金勤，飾演小玉
- 張孝全，飾演吳敏
- 吳懷中，飾演老鼠
- 楊祐寧，飾演趙英
- 柯俊雄，飾演阿青父親
- 柯淑勤，飾演阿青母親
- 丁強，飾演楊教頭
- 王玨，飾演傅老爺
- 姜圻璐，飾演傅衛
- 庹宗華，飾演王夔龍（龍子）
- 馬志翔，飾演阿鳳
- 勾峰，飾演龍子父
- 李璇，飾演龍子母
- 李昆，飾演老周
- 沈孟生，飾演張先生
- 金士傑，飾演郭老
- 蕭艾，飾演麗月
- 楊麗音，飾演小玉母
- 田豐，飾演王家副官
- 林義雄，飾演林茂雄
- 吳擎，飾演大弟娃
- 文帥，飾演黃叔叔
- 楊潔玫，飾演黃太太
- 夏靖庭，飾演烏鴉
- 黃士偉，飾演體育老師
- 王滿嬌，飾演楊教頭妻
- 王孫，飾演電影公司老闆盛公
- 鐵孟秋，飾演趙無常
- 魏少朋，飾演吳春暉
- 李烈，飾演張先生妹妹
- 王逸詩，飾演楊教頭女兒小真
- 王啟讚，飾演小真男友
- 王耿豪，飾演小喇叭手
- 張龍，飾演吳團長
- 郎祖筠，飾演露西
- 吳燕，飾演李母房東
- 傅雷，飾演龍王爺
- 劉引商，飾演傅老爺的管家吳大娘
- 閻鴻亞（即鴻鴻），飾演銀馬車餐廳嚴經理
- 王明台，飾演銀馬車餐廳领班
- 鄧安寧，飾演高中教官
- 蔡明修，飾演吳敏父親
- 陳柏霖，飾演酒吧少年
- 林鴻翔，飾演寂寞男子

## 獎項
| 年份 | 頒獎典禮     | 獎項                   | 名單                   | 結果 |
| ---- | ------------ | ---------------------- | ---------------------- | ---- |
| 2003 | 第38屆金鐘獎 | 戲劇節目連續劇獎       | 孽子                   | 獲獎 |
| 2003 | 第38屆金鐘獎 | 連續劇男主角獎         | 范植偉                 | 提名 |
| 2003 | 第38屆金鐘獎 | 連續劇男主角獎         | 庹宗華                 | 提名 |
| 2003 | 第38屆金鐘獎 | 連續劇女主角獎         | 柯淑勤                 | 獲獎 |
| 2003 | 第38屆金鐘獎 | 連續劇男配角獎         | 柯俊雄                 | 提名 |
| 2003 | 第38屆金鐘獎 | 連續劇男配角獎         | 馬志翔                 | 提名 |
| 2003 | 第38屆金鐘獎 | 連續劇導演（導播）獎   | 曹瑞原                 | 獲獎 |
| 2003 | 第38屆金鐘獎 | 連續劇編劇獎           | 王詞仰、陳世傑         | 提名 |
| 2003 | 第38屆金鐘獎 | 攝影獎                 | 秦鼎昌                 | 提名 |
| 2003 | 第38屆金鐘獎 | 剪輯獎                 | 杜敏綺                 | 提名 |
| 2003 | 第38屆金鐘獎 | 音效獎                 | 范宗沛、鎖際昌、鄧茂茲 | 獲獎 |
| 2003 | 第38屆金鐘獎 | 燈光獎                 | 吳明德                 | 獲獎 |
| 2003 | 第38屆金鐘獎 | 美術指導獎             | 許英光                 | 獲獎 |
| 2004 | 第15屆金曲獎 | 最佳流行音樂演奏專輯獎 |                        | 獲獎 |

## 相關媒體
在此劇播放後，周華健《傷心的歌》的MV找來導演曹瑞原與兩名演員楊祐寧及范植偉拍攝，可算是此劇的延續篇。該MV背景由1970年代的台灣改成21世紀，趙英回到舊書店，問年老的店東可曾記得他，在書店內尋找李青的影像，想起實驗室相吻的片段。然後在街頭上，兩人重遇、搭訕，在沙灘嬉戲等等。這段故事曾引起傳媒廣為報道，不過該MV的後半段，兩人在夕陽下離別之劇情，有提及他們的名字，祐祐(趙英)和小偉(李青)，祐祐叫小偉會打電話給他，因此其脈络並不明確，沒有交代兩人正式關係。

## 外部連結
- 官方網站（页面存档备份，存于）
- 故事簡介（页面存档备份，存于）（英文）
- 时光网上《孽子》的資料（简体中文）
- 豆瓣电影上《孽子》的資料 （简体中文）
- 互联网电影数据库（IMDb）上《孽子》的资料（英文）

| 臺灣 公共電視台 每週一至五 20:00 - 21:30 | 臺灣 公共電視台 每週一至五 20:00 - 21:30 | 臺灣 公共電視台 每週一至五 20:00 - 21:30 |
| ---------------------------------------- | ---------------------------------------- | ---------------------------------------- |
|                                          | 孽子 （2003年2月17日－2003年3月14日）    |                                          |
| —                                        | 愛                                       |                                          |